# Гурін Володимир Васильович
Володимир Васильович Гу́рін (нар. 6 лютого 1964, Мощун) — український живописець і педагог; член Спілки радянських художників України з 1990 року. Син художника Василя Гуріна, чоловік художниці Ірини Спорникової.

## Біографія
Народився 6 лютого 1964 року в селі Мощуні (нині Бучанський район Київської області, Україна). 1990 року закінчив Київський художній інститут, де навчався у Віри Баринової-Кулеби, Тетяни Голембієвської, Олександра Лопухова, Василя Гуріна. У 1995 році закінчив аспірантуру Української академії мистецтв.
Викладає рисунок, живопис і композицію на живописному відділенні Київського державного художнього ліцею імені Тараса Шевченка. Мешкав у Києві в будинку на вулиці Героїв Севастополя, № 39 та у будинку на вулиці Казимира Малевича, № 37/41.

## Творчість
Працює у галузі станкового живопису, створює пейзажі, портрети, натюрморти. Серед робіт:
- «У Карпатах» (1987);
- «Полудень» (1997);
- «Карпатський мотив» (1998);
- «Полтавчанки» (1999);
- «На березі річки Псел» (1999);
- «Бахчисарай» (2004);
- «Балаклава» (2004);
- «Соняшники» (2005);

серії
- «Київські мотиви» (1990—2003);
- «Гербарій почуттів» (1992—1999).

Роботи закуплені Міністерством культури і мистецтв України та Національною спілкою художників України, а також знаходяться у Севастопольському художньому музеї, у приватних колекціях в Україні та за її межами.